# Photoelektrischer Effekt
Unter der Bezeichnung photoelektrischer Effekt (auch lichtelektrischer Effekt oder kurz Photoeffekt) werden drei nah verwandte, aber unterschiedliche Prozesse der Wechselwirkung von Photonen mit Materie zusammengefasst. In allen drei Fällen wird ein Elektron aus einer Bindung – z. B. in einem Atom oder im Valenzband oder im Leitungsband eines Festkörpers – gelöst, indem es ein Photon absorbiert. Die Energie des Photons muss dazu mindestens so groß wie die Bindungsenergie des Elektrons sein.
Man unterscheidet drei Arten des photoelektrischen Effekts:
- Als äußeren photoelektrischen Effekt (auch Photoemission oder Hallwachs-Effekt) bezeichnet man das Herauslösen von Elektronen aus einer Halbleiter- oder Metalloberfläche (siehe Photokathode) durch Bestrahlung. Dieser Effekt wurde bereits im 19. Jahrhundert entdeckt[1] und 1905 von Albert Einstein erstmals gedeutet, wobei er den Begriff des Lichtquants einführte.
- Der innere photoelektrische Effekt tritt in Halbleitern auf. Eine spezielle Form, der Becquerel-Effekt – die Entstehung einer elektrischen Spannung zwischen zwei zunächst gleichen Platin-Elektroden in einem Elektrolyten, von denen nur eine belichtet wird – wurde bereits 1839 von Becquerel beschrieben.[2][3] Man unterscheidet zwei Fälle:
  1. Als Photoleitung bezeichnet man die Zunahme der Leitfähigkeit von Halbleitern durch Bildung von nicht aneinander gebundenen Elektron-Loch-Paaren.
  2. Darauf aufbauend ermöglicht der photovoltaische Effekt die Umwandlung von Licht- in elektrische Energie.
- Unter Photoionisation (auch atomarer Photoeffekt) versteht man die Ionisation einzelner Atome oder Moleküle durch Bestrahlung mit Licht genügend hoher Frequenz.

Die vollständige Absorption des Photons durch ein freies Elektron ist nicht möglich. Stattdessen findet ein Compton-Effekt statt, aus dem immer auch ein Photon geringerer Energie hervorgeht.

## Äußerer photoelektrischer Effekt

Schema des äußeren photoelektrischen Effekts: Bei Bestrahlung mit kurzwelligem Licht werden aus der Oberfläche Elektronen herausgelöst.

Im Jahr 1886 konnte Heinrich Hertz den Einfluss von Ultraviolettstrahlung (UV) auf die Metalloberflächen in einer Funkenstrecke demonstrieren. Dabei beobachtete er, dass das ultraviolette Licht, das von einem „Primärfunken“ A ausgesandt wird, die Länge eines zweiten Funkens B vergrößert. Die Länge von B hing reziprok vom Abstand der Funken ab, verschiedene Absorber für Ultraviolett (auch solche, die im sichtbaren Spektralbereich durchsichtig sind) verkleinerten den Funken. Einen Einfluss des sichtbaren Lichts auf die Funkenlänge konnte Hertz nicht nachweisen. Die Erklärung dieser Beobachtungen ist, dass das ultraviolette Licht Elektronen aus den Elektroden der Funkenstrecke herausschlägt, die dann schon bei geringerer elektrischer Feldstärke zu einem Überschlag führen, da nicht erst die Austrittsarbeit aufgewendet werden muss.

Schematische Darstellung eines Goldblattelektrometers, wie es W. Hallwachs für seine Versuche verwendete.

Wilhelm Hallwachs, damals Assistent von Gustav Wiedemann in Leipzig, führte weitere systematische Untersuchungen durch (daher auch die Bezeichnung Hallwachs-Effekt). Dabei zeigte er z. B. mit einem „Goldblattelectroskop“ (siehe Abbildung rechts), dass sich eine Metallplatte durch Bestrahlung mit einer Lichtbogenlampe elektrisch aufladen ließ.
Philipp Lenard untersuchte als Erster den Photoeffekt im Hochvakuum. Er konnte 1899 durch Ablenkung der Ladungsträger im Magnetfeld ihre spezifische Ladung bestimmen und sie so als Elektronen identifizieren. Er entdeckte, dass die kinetische Energie der herausgelösten Elektronen unabhängig von der Lichtintensität ist und dass die Intensität lediglich die Anzahl der herausgelösten Elektronen beeinflusst. Albert Einstein lieferte 1905 in § 8 seiner Arbeit Ueber einen die Erzeugung und Verwandlung des Lichtes betreffenden heuristischen Gesichtspunkt, für die er den Nobelpreis für Physik des Jahres 1921 erhielt, die Erklärung des Effekts. Robert Andrews Millikan konnte ab 1912 bis 1915 mit Hilfe der Gegenfeldmethode (siehe unten) bestätigen, dass der Proportionalitätsfaktor der einsteinschen Gleichung mit dem bereits bekannten Planckschen Wirkungsquantum übereinstimmt.

### Gegenfeldmethode
Die Gegenfeldmethode ist hilfreich für Demonstrationsversuche zum äußeren Photoeffekt oder auch zur Bestimmung der Austrittsarbeit des (bei diesem Versuchsaufbau) als Anode verwendeten Materials.

Versuchsaufbau bei der Gegenfeldmethode. Licht trifft auf die Kathode einer Photozelle und löst Elektronen aus dem Metall. Diese werden von der Anode aufgefangen.

Aus dem Licht einer Quecksilberdampflampe wird durch einen Interferenzfilter oder einen Monochromator ein schmaler Wellenlängenbereich gefiltert und (gegebenenfalls durch eine Linse) auf die Kathode (im Bild rot) einer Vakuum-Photozelle gebündelt. Vakuum ist erforderlich, damit die mittlere freie Weglänge der ausgetretenen Elektronen ausreicht, um die Anode zu erreichen. Eine Spannung {\displaystyle U_{0}} kann zwischen den beiden Elektroden angelegt werden.
Wird die Kathode mit Licht ausreichend kurzer Wellenlänge bestrahlt, so werden dort Elektronen „herausgeschlagen“ und besitzen eine kinetische Energie {\displaystyle E_{\mathrm {kin} }}. Die Photozelle wird zur Stromquelle und der fließende Photostrom {\displaystyle I_{\mathrm {phot} }(U_{0})} kann mit einem empfindlichen Amperemeter gemessen werden. Wird nun eine Gegenspannung {\displaystyle U_{0}} angelegt, so müssen Elektronen, die die Anode erreichen und zu einem Photostrom führen, neben der Austrittsarbeit {\displaystyle W_{K}} der (positiv vorgespannten) Kathode sowie der Austrittsarbeit der (negativ vorgespannten) Anode {\displaystyle W_{A}} auch das dadurch erzeugte elektrische Feld überwunden haben.
Die Gegenspannung {\displaystyle U_{0}(f)}, ab der jeweils kein Photostrom mehr fließt, kann für verschiedene Frequenzen {\displaystyle f} des Lichts ermittelt werden. Nimmt man an, dass die Energie des Lichts nur durch Energiequanten mit der Energie {\displaystyle E=h\cdot f} (mit dem Planckschen Wirkungsquantum {\displaystyle h}) an die Elektronen übertragen wird, kann man aus der Steigung der gemessenen Geraden {\displaystyle e\cdot U_{0}(f)} das Wirkungsquantum {\displaystyle h} bestimmen (siehe auch Millikan). Auch die Austrittsarbeit {\displaystyle W_{A}} kann bestimmt werden. Entgegen der weitläufigen Meinung, dass es sich hierbei um die Austrittsarbeit an der Kathode (dort wo die Elektronen herausgelöst werden) handelt, bezeichnet dies hier die Austrittsarbeit der Anode. Dies scheint auf den ersten Blick nicht unmittelbar einleuchtend, ergibt sich aber aus der Berechnung der Potentialniveaus an Kathode und Anode (die aus unterschiedlichen Materialien bestehen) und dem anschließenden Aufstellen der Energiebilanz unter Berücksichtigung des Kontaktpotentials.

#### Bestimmung vonhund der Austrittsarbeit

Diagramm der zur Gegenspannung proportionalen Energie der Elektronen in Abhängigkeit von der Frequenz des Lichts bei einer Anode aus Zink. Der sichtbare Frequenzbereich des Lichtes ist als Spektrum eingetragen

Wird {\displaystyle e\cdot U_{0}} gegen die Frequenz aufgetragen, entsprechen die Steigung der Planckschen Konstante h und der y-Achsenabschnitt der Austrittsarbeit an der Anode {\displaystyle W_{A}}.
Die Abbildung rechts wurde mit einer Zink-Anode gewonnen. Die roten Punkte sind die mit der Gegenfeldmethode gewonnenen Energiewerte bei vier verschiedenen diskreten Lichtfrequenzen. Sie liegen auf einer Geraden mit Steigung
{\displaystyle h={\frac {\Delta E}{\Delta f}}={\frac {4{,}3\,\mathrm {eV} }{10{,}4\cdot 10^{14}\,\mathrm {Hz} }}={\frac {4{,}3\cdot 1{,}6\cdot 10^{-19}\,\mathrm {J} }{10{,}4\cdot 10^{14}\,\mathrm {Hz} }}\approx 6{,}6\cdot 10^{-34}\,\mathrm {Js} }
und einem (negativen) y-Achsenabschnitt
{\displaystyle W_{A}\approx 4{,}3\,\mathrm {eV} }.
Trägt man jedoch die Energie der Elektronen an der Kathode gegen die Frequenz auf, so entspricht der y-Achsenabschnitt der Austrittsarbeit {\displaystyle W_{K}}.  Die zugrunde liegenden Formeln sehen wie folgt aus:
{\displaystyle e\cdot U_{0}=h\cdot f-W_{A}}
{\displaystyle E_{e,K}=h\cdot f-W_{K}\;.}
Wobei hier {\displaystyle U_{0}} die Gegenspannung ist, bei der der Photostrom verschwindet, {\displaystyle f} die Frequenz des einfallenden Lichts, {\displaystyle W_{A}} die Austrittsarbeit an der Anode, {\displaystyle E_{e,K}} die Energie der Elektronen an der Kathode und {\displaystyle W_{K}} die Austrittsarbeit an der Kathode.

### Deutungsprobleme der Versuche im Rahmen der Wellenvorstellung
In den eben beschriebenen Versuchen können folgende Beobachtungen gemacht werden:
- Die kinetische Energie der aus der Photokathode austretenden Elektronen hängt nicht von der Bestrahlungsstärke, sondern von der Spektralfarbe des Lichtes ab, also von dessen Wellenlänge {\displaystyle \lambda } bzw. Frequenz {\displaystyle f}.
- Die kinetische Energie dieser Photoelektronen steigt, beginnend bei einer Minimalfrequenz, linear mit der Frequenz des Lichtes an.
- Die Maximalwellenlänge beziehungsweise Minimalfrequenz, bei der gerade noch Elektronen austreten, hängt vom Material der Kathodenoberfläche ab, siehe Austrittsarbeit.
- Die Freisetzung der Elektronen beginnt praktisch sofort mit Einfall des Lichtes und endet genauso schnell nach dem Ende der Bestrahlung.
- Der Photostrom der Elektronen ist proportional zum Strahlungsfluss, wenn durch eine ausreichend positive Anode alle emittierten Elektronen aufgefangen werden.

Bis auf die letzte Beobachtung stehen alle gefundenen Zusammenhänge im Widerspruch zur klassischen Vorstellung von Licht als Wellenerscheinung. Nach dieser hängt die Energie einer Welle allein von ihrer Amplitude, nicht jedoch von ihrer Frequenz ab. Somit müsste mit sinkender Bestrahlungsstärke auch die kinetische Energie der Elektronen abnehmen. Der Effekt sollte dann verzögert auftreten, da die Übertragung der zur Freisetzung der Elektronen nötigen Energie dann länger dauert. Statt einer Minimalfrequenz wäre nach klassischer Vorstellung zu erwarten, dass mit sinkender Frequenz lediglich die Zeit, bis ein Elektron genügend Lichtenergie aufgesammelt hat, zunimmt.

Feynman-Diagramm zum Photoeffekt: Ein elektrisch an ein Atom gebundenes Elektron tritt in Wechselwirkung mit einem Photon und ändert dabei seine Energie.

### Deutung und Bedeutung des Phänomens
Physiker wie Isaac Newton hatten zwar schon angenommen, dass Licht aus Teilchen, sogenannten Korpuskeln, besteht. Spätestens Ende des 19. Jahrhunderts galt die Vorstellung von Lichtteilchen allerdings als überholt, da zum einen Interferenzexperimente den Wellencharakter des Lichts unzweifelhaft belegten und Maxwells Elektrodynamik Licht als elektromagnetische Welle auffasste.
Einsteins Erklärung des photoelektrischen Effekts durch Lichtteilchen 1905 war vor diesem Hintergrund eine mutige Hypothese, zu der er durch die Analyse der statistischen Schwankungen geführt wurde, die er theoretisch aus dem Planckschen Gesetz für die Wärmestrahlung ableiten konnte: 

„Monochromatische Strahlung von geringer Dichte […] verhält sich in wärmetheoretischer Beziehung so, wie wenn sie aus voneinander unabhängigen Energiequanten von der Größe {\displaystyle R\beta \nu /N\quad [=h\nu ]} bestünde.“

Mit Hilfe dieser Lichtquantenhypothese konnte Einstein zunächst den Zusammenhang zwischen der Frequenz des Lichts und der Energie des Lichtquants erklären, und darauf aufbauend auch alle weiteren experimentellen Beobachtungen. Jedoch blieb die Lichtquantenhypothese umstritten, so dass Einstein erst 1921 für seine Erklärung des Effekts mit dem Nobelpreis für Physik ausgezeichnet wurde.
Der für die Anschauung offenbare Widerspruch, dass Licht in bestimmten Experimenten Wellen-, in anderen aber Teilchenverhalten zeigt, wurde ab 1926 in der Wellenmechanik und ab 1928 in der Quantenelektrodynamik zum allgemeinen Welle-Teilchen-Dualismus vertieft. Der photoelektrische Effekt wurde zu einem der Schlüsselexperimente zur Begründung der Quantenphysik. Allerdings wurde in den 1960er Jahren eine Möglichkeit entdeckt, den Photoeffekt semi-klassisch zu erklären: Eine klassische elektromagnetische Welle wechselwirkt dabei mit dem quantisierten Detektor. Der Photoeffekt allein ist somit noch kein eindeutiger Nachweis für die Quantennatur von Licht.

### Anwendungen
Verschiedene physikalische Geräte, wie Photozellen und Photokathoden von Photomultipliern und Bildwandlerröhren, sowie eine wichtige oberflächenphysikalische Messmethode, die Photoelektronenspektroskopie, nutzen den photoelektrischen Effekt. Dabei werden photoelektrische Messverfahren angewendet.

## Innerer photoelektrischer Effekt

### Photoleitung
Unter Photoleitung versteht man die Erhöhung der elektrischen Leitfähigkeit von Halbleitermaterialien aufgrund der Bildung von ungebundenen Elektron-Loch-Paaren bei Bestrahlung. Die Elektronen werden dabei mittels der Energie der Photonen vom Valenzband in das energetisch höher gelegene Leitungsband gehoben, wofür die Energie des einzelnen Photons mindestens der Bandlücke des bestrahlten Halbleiters entsprechen muss. Da die Größe der Bandlücke materialabhängig ist, unterscheidet sich die maximale Wellenlänge des Lichtes, bis zu der Photoleitung auftritt, je nach Halbleiter (Galliumarsenid: 0,85 μm, Germanium: 1,8 μm, Silizium: 1,1 μm).
Spektren der Photoleitung zeigen die Abhängigkeit der elektrischen Leitfähigkeit von der Energie (beziehungsweise der Wellenlänge) des eingestrahlten Lichts. Die Leitfähigkeit steigt ab der Bandlückenenergie deutlich an, so dass man auf diese Weise die (direkte) Bandlücke bestimmen kann. Die detaillierte Analyse solcher Photoleitungsspektren ist in Kombination mit den Erkenntnissen aus anderen Untersuchungen eine wichtige Grundlage für das Verständnis der Bandstruktur des verwendeten Materials (siehe auch Bändermodell).
Wenn die Untersuchungen im Magnetfeld vorgenommen werden, können noch weitere Details bestimmt werden, die sich sonst in ihren Auswirkungen untrennbar überlagern, durch das Magnetfeld aber getrennt werden. Beispiele sind der magnetooptische Kerr-Effekt und der Halleffekt, mit welchem die Elektronenbeweglichkeit bestimmt werden kann.
Für Messungen der Wellenlängenabhängigkeit der Photoleitung verwendet man Monochromatoren. Messungen erfolgen meistens im Vakuum, um z. B. Wasserbanden (siehe Infrarotspektroskopie) im nahen Infrarot zu vermeiden, oder bei tiefen Temperaturen, um z. B. Magnetfeldeffekte vom Rauschen zu trennen.
Die Photoleitung wird in Photowiderständen, Phototransistoren, Photodioden und CCD-Sensoren (siehe auch pin-Diode und Avalanche-Photodiode) ausgenutzt, welche bei der Herstellung einer Vielzahl von Lichtsensoren Verwendung finden.
In Photowiderständen und auch anderen Halbleitern können durch Licht erzeugte Ladungsträger unter Umständen auch nach Abdunkelung sehr lange (Stunden bis Tage) bestehen bleiben, man spricht dann vom langanhaltenden Photoeffekt (kurz PPE, von engl. persistent photoeffect).
Phototransistoren enthalten photoempfindliche PN-Übergänge. Sie verstärken den in ihrer Basis auftretenden Strom.
Für Messungen im sichtbaren und im infraroten Spektralbereich werden als Photoleiter meist Photodioden im Quasikurzschluss oder im Sperrbereich betrieben – sie liefern dann einen zum einfallenden Strahlungsfluss über viele Größenordnungen proportionalen Strom.
Persistente Photoleitung wird in Strontiumtitanat-Einkristallen bei Raumtemperatur beobachtet. Nach Belichtung erhöht sich die freie Elektronen-Konzentration um zwei Größenordnungen und bleibt über Tage erhöht.

### Photovoltaischer Effekt
Der photovoltaische Effekt basiert ebenfalls auf dem inneren photoelektrischen Effekt; er tritt bei dotierten Halbleitern auf, die eine Photodiode bilden. Ladungsträgerpaare, von denen der Minoritätsladungsträger in die Raumladungszone des p-n-Übergangs diffundiert, oder die unmittelbar in der Raumladungszone entstehen, werden in p- und n-Schicht getrennt. Dabei gehen die Elektronen in die n-Schicht und die Löcher in die p-Schicht über, wodurch ein Strom entgegen der Durchlassrichtung des Übergangs entsteht. Dieser Strom wird Photostrom genannt.
Großflächige Photodioden (Solarzellen) dienen der Wandlung der Strahlungsenergie der Sonne in elektrische Energie.

## Photoionisation

Ionisationswirkungsquerschnitt als Funktion der Photonenenergie (schematisch) mit Absorptionskanten

Werden die Atome oder Moleküle eines Gases durch kurzwellige Strahlung eines oder mehrerer ihrer Elektronen beraubt, spricht man von Photoionisation oder auch atomarem oder molekularem Photoeffekt. Dazu sind Photonen mit wesentlich höheren Energien nötig als für das Lösen der Bindung in einem Festkörper. Diese sind in Ultraviolett-, Röntgen- oder Gammastrahlung enthalten.
Wird das Photon absorbiert und gibt seine gesamte Energie an ein Elektron ab, wird dies in der Kernphysik gemeinhin als Photoeffekt bezeichnet. Dieser wird z. B. in Strahlungsdetektoren ausgenutzt. Daneben trägt zur Photoionisation auch der Compton-Effekt bei, bei dem das Elektron nur einen Teil der Energie übernimmt, während der Rest der Energie als Photon größerer Wellenlänge wieder emittiert wird.
Der Wirkungsquerschnitt {\displaystyle \sigma }, also die Wahrscheinlichkeit für das Eintreten der Photoionisation, hängt von der Photonenenergie {\displaystyle E_{\gamma }} und der Ordnungszahl {\displaystyle Z} des Materials ab:
{\displaystyle \sigma \propto Z^{5}E_{\gamma }^{-3,5}\;.}
Er ist also näherungsweise proportional der fünften Potenz der Ordnungszahl. Das bedeutet, dass Materialien mit hoher Ordnungszahl besonders gut Röntgen- und Gammastrahlung absorbieren. Blei ({\displaystyle Z=82}) ist daher besser zur Abschirmung von Röntgenstrahlung geeignet als beispielsweise Aluminium ({\displaystyle Z=13}).
Mit steigender Photonenenergie nimmt der Wirkungsquerschnitt ab, wie die negative Potenz in der Formel zeigt; dies gilt allerdings nur, solange eine gleichbleibende Zahl der Elektronen des Atoms zur Ionisation verfügbar ist. Sobald die Photonenenergie die Bindungsenergie der jeweils nächst fester gebundenen Elektronenschale erreicht, springt der Wirkungsquerschnitt auf einen entsprechend höheren Wert, von dem er dann bei weiterem Energieanstieg wieder allmählich abfällt. Dies führt im Absorptionsspektrum zu charakteristischen Strukturen, den Absorptionskanten. Elektronen-Bindungsenergien reichen von wenigen eV bis zu rund 100 keV in Elementen hoher Ordnungszahl.
Die Photoionisation von Luft mittels Ultraviolettstrahlung durch Ionisatoren wird zur Erhöhung ihrer Leitfähigkeit und dadurch zur Ableitung elektrostatischer Aufladungen genutzt.
Die Messung der Leitfähigkeit der Luft wurde zum erstmaligen Nachweis der kosmischen Herkunft eines Teiles der natürlichen Radioaktivität herangezogen, indem sie bei Ballonaufstiegen gemessen wurde: die kosmische Strahlung erzeugt Schauer ionisierender Teilchen und teilweise radioaktive Spallationsprodukte.
Es gibt auch einen Kernphotoeffekt, bei dem ein sehr energiereiches Gamma-Quant im Atomkern absorbiert wird und mit einer Kernreaktion ein Neutron, Proton oder Alphateilchen freisetzt. Dies wird auch als (γ,n)-, (γ,p)- beziehungsweise (γ,α)-Reaktion bezeichnet.